# 食彩浪漫
『食彩浪漫』（しょくさい ろまん）は2003年4月6日から2009年3月14日までNHK総合で放送された料理番組で『きょうの料理』の姉妹編である。同名の雑誌が日本放送出版協会から発行された。

## 概要
この番組は、元々「きょうの料理・男の料理」と題し、1980年代から1996年度にかけて放送された土曜日の企画がベースとされる。各界の男性料理人を毎回スタジオに迎え、自慢の料理レシピを披露した。1997年度から生放送番組『土曜元気市』の枠内で「男の食彩」コーナーとして放送された。
2000年度から「新・男の食彩」と題し、番組をレストランに見立てた形に一新した。スポーツキャスター・栗山英樹を「夢レストラン」のオーナー（司会）に迎え、各界の著名人のためのオリジナルレシピを一流の料理人が披露するという体裁で放送された。
2003年度からは、前述の内容をほぼ踏襲する形で、森公美子と松本和也の進行による「食彩浪漫」にリニューアルされ、放送日を長年の土曜日から日曜日に移動した。また、視覚障害者のための解説放送を開始した。
2004年度からは、オールロケーションとなり「男の料理」のように各界の著名人の自慢のレシピを披露したり、またプロの一流料理人が出演してのアイデア料理を披露した。
2008年度は、放送日を土曜日に移動した。しかし、NHK全体の改編に伴い枠が取れなくなり、2009年3月14日の放送を最後に終了した。

## 放送時間
特に断りが無い場合はNHK総合における放送である。

### 本放送
| 期 間                        | 放送時間      | 曜日 |
| ---------------------------- | ------------- | ---- |
| 2003年4月6日 - 2004年3月21日 | 11:00 - 11:24 | 日   |
| 2004年4月4日 - 2007年3月18日 | 11:30 - 11:50 | 日   |
| 2007年4月8日 - 2008年3月16日 | 11:00 - 11:20 | 日   |
| 2008年4月5日 - 2009年3月14日 | 9:30 - 9:50   | 土   |

### 再放送
| 期間                          | 放送時間      | 曜日 | 備考     |
| ----------------------------- | ------------- | ---- | -------- |
| 2003年4月7日 - 2003年9月22日  | 9:30 - 9:54   | 月   | [ 注 1 ] |
| 2003年9月29日 - 2004年3月22日 | 10:06 - 10:30 | 月   | [ 注 1 ] |
| 2003年4月11日 - 2004年4月2日  | 22:00 - 22:24 | 金   | [ 注 2 ] |
| 2004年4月6日 - 2005年3月15日  | 2:20 - 2:40   | 火   |          |
| 2004年4月10日 - 2005年3月19日 | 12:00 - 12:20 | 土   | [ 注 2 ] |
| 2005年4月5日 - 2006年3月21日  | 1:55 - 2:15   | 火   |          |
| 2006年4月11日 - 2007年3月13日 | 1:40 - 2:00   | 火   |          |
| 2007年3月20日 - 2008年3月18日 | 2:35 - 2:55   | 火   |          |
| 2008年4月3日 - 2009年3月19日  | 3:10 - 3:30   | 木   |          |
| 2008年4月11日 - 2009年3月20日 | 12:25 - 12:45 | 金   | [ 注 2 ] |

## 出演者

### 担当者
- 松本和也（2003年度）
- 森公美子（2003年度）
- 上田早苗（2004年度 - 2007年度。かつて「土曜元気市」を担当）
- 小林千恵（2008年度）
  - 小林は、同枠で放送される『経済ワイド ビジョンe』へ転出した。

### 主なゲスト
- 青島広志
- 秋吉敏子
- 阿知波悟美
- 石丸謙二郎
- IKKO
- 伊東ゆかり
- 北山たけし
- コシノヒロコ
- 酒井美紀
- さかなクン
- 篠井英介
- ささきいさお
- 品川祐（品川庄司）
- 篠崎史紀
- 鈴木亜久里
- 高田延彦
- 田畑智子
- つんく♂
- ともさかりえ
- 根岸季衣
- ノッポさん（高見映）
- パパイヤ鈴木
- 藤あや子
- 藤岡弘、
- ブラザートム
- 星野知子
- 松本明子
- 山下洋輔
- ワッキー（ペナルティ）
  - 小林とは『パフォー!』仲間である。

## 特別編
2004年12月31日には「勝利への食彩」と題した特別編が放送された（副音声解説放送なし）。これは、同年のアテネオリンピックで躍進を遂げた日本代表チームを支えた料理の数々を上田キャスターの取材で解説した番組である。

## 番組テキスト
「男の食彩」の時は、番組タイトルもローマ字で「syokusai」（訓令式）と綴られるが、ウェブページのURLは「shokusai」（ヘボン式）と綴られ、統一されていない。

### 特集
- 2007年12月号：年越しそば
- 2008年6月号：マヨラーに捧ぐマヨネーズ読本
- 2008年8月号：年代別うちのカレー
- 2008年9月号：煎茶の味、紅茶の香り
- 2008年10月号：ステーキを極める
- 2008年11月号：雑穀を食す
- 2008年12月号：ニッポンの酒万歳 日本酒&ワイン

### その他
雑誌固有の企画の一つに大宮冬洋の「実験くんが行く」というコーナーが連載された。